# 旧堡站
旧堡站位于辽宁省鞍山市千山区旧堡街道，为沈大铁路上的一个火车站，距离沈阳站94公里，大连站303公里。车站建于1905年，原名千山驿:160。在鞍山站建成前曾为当地主要车站，2003年8月停办客运业务。车站现隶属沈阳铁路局鞍山车务段管辖，办理整车普通货物到发，设有通往鞍钢集团矿业公司、鞍山车务段旧堡综合货场、鞍山华芳纺织、鞍山市储运公司第一分公司、鞍山市供销储运、鞍山金恒仓储物流、鞍山盛和物资、鞍山市盐业有限公司、鞍山新盛经贸有限公和鞍山千山粮食储备库等单位的专用线。